# Elecciones al Parlamento Europeo de 2004 (Chipre)
En las elecciones al Parlamento Europeo de 2004 en Chipre, celebradas en junio, se escogió a los 6 representantes de dicho país para la sexta legislatura del Parlamento Europeo. Tras su reciente incorporación a la Unión Europea, es la primera participación de Chipre en unos comicios europeos.

## Resultados
| Datos de participación | Datos de participación | Datos de participación |
| ---------------------- | ---------------------- | ---------------------- |
| Censo electoral        | 483.311                | 100%                   |
| Votantes               | 350.387                | 72,5                   |
| Abstención             | 132.924                | 27,5                   |
| A candidatura          | 334.268                |                        |

| ← Elecciones al Parlamento Europeo de 2004 →                |        |       |         |
| Partido                                                     | Votos  | %     | Escaños |
| Reagrupación Democrática (DISY)                             | 94.355 | 28,23 | 2       |
| Partido Progresista del Pueblo Obrero (AKEL)                | 93.212 | 27,89 | 2       |
| Partido Demócrata (DIKO)                                    | 57.121 | 17,09 | 1       |
| Democracia Europea (GTE)                                    | 36.112 | 10,80 | 1       |
| Movimiento por la Socialdemocracia (EDEK)                   | 36.075 | 10,79 | 0       |
| Plataforma Chipre Europeo (PEC)                             | 6.534  | 1,95  | 0       |
| Nuevos Horizontes y Plataforma Cooperación Europea (NH-PEC) | 5.501  | 1,65  | 0       |
| Movimiento Ecológico y Medioambiental (MEE)                 | 2.872  | 0,86  | 0       |
| Independientes                                              | 1.678  | 0,50  | 0       |
| Laiko Sosialistiko Kinima (LSK)                             | 808    | 0,24  | 0       |